# Golfe d'Eubée
Le golfe d'Eubée, golfe Euboïque ou golfe Eubéen, en grec Ευβοϊκός Κόλπος, Evvoïkós Kólpos, aussi appelé mer Euboïque, en grec Ευβοϊκή θάλασσα, est un bras de mer situé entre l'île d'Eubée au nord-est et la partie continentale de la Grèce au sud-ouest, plus précisément l'Attique, la Béotie et la Phthie. Il fait partie de la mer Égée et se divise en deux golfes, le golfe Nord d'Eubée et le golfe Sud d'Eubée séparés par le détroit de l'Euripe au niveau de la ville de Chalcis.